# Shuyu Narita
Shuyu Narita  (en japonés : Narita Shuyu) (1914 - 24 de noviembre de 2004) fue un monje budista zen japonés de la escuela Soto (zen). Narita Roshi fue el primer discípulo confirmado en el Dharma por el Maestro Kodo Sawaki que le transmitió sus enseñanzas (en japonés shiho). 
En 1977 con ocasión del décimo aniversario de la misión de Taisen Deshimaru en Europa visitó por primera vez este continente invitado por Deshimaru.
Cuando Taisen Deshimaru estuvo hospitalizado en Tokio, a causa de un cáncer del páncreas, pidió a Narita Roshi que le reemplazara en la sesshin de verano en el templo de la Gendronnière. A pesar de la recepción glacial con la que fue recibido, algunos alumnos de Deshimaru decidieron seguirlo, según la tradición Zen que establece que, cuando el maestro muere sin haber transmitido su Dharma, se prosiga su entrenamiento con otro maestro. 
Ha certificado la transmisión a varios exdiscípulos de Deshimaru: Taiten Guareschi el principal impulsor del Zen en Italia en 1983,  a Ludger Tenbreul impulsor del zen en Alemania en 1986 y a Dokushô Villalba en 1987.
En 1990 viajó a España y puso la primera piedra del Monasterio Budista Zen Luz Serena, ubicado en Casas del Río, Valencia donde reposan una parte de sus cenizas en un monumento construido en su memoria.
Terminó su vida como 28º abad del templo Todenji en la prefectura de Akita el en el norte de Japón. Murió el 24 de noviembre de 2004.